# Швајцарска гарда
Епископска Швајцарска гарда или Ватиканска гарда (итал. Guardia Svizzera Pontificia, лат. Pontificia Cohors Helvetica или Cohors Pedestris Helvetiorum a Sacra Custodia Pontificis) је најмалобројнија и једна од најстаријих војски у свету и у папиној је служби.
На идеју о заштити Свете столице дошао је папа Јулије II (1503—1513). То је било време када је велики број војника најамника живео од ратовања, па се често догађало да се плаћеници предомисле и пређу на страну другог господара. Швајцарски војници су били на добром гласу због храбрости и оданости владару који их узме у службу. Папа Јулије II 21. јануара 1506. званично установљава Ватиканску гарду у чије је редове примио само војнике из Швајцарске.
Њу од оснивања чине 4 официра, 23 подофицира, 80 војника, 2 добошара и један капелан (војни свештеник), и тај број се одржао до данас. Због хелебарде (копља које испод металног врха има секиру с једне, а наоштрену куку с друге стране) зову их још и хелебардаши.
Да би неко ступио у гардијску службу први услов је да је држављанин Швајцарске, 
затим не сме бити млађи од 19 ни старији од 30 година, нити нижи од 174cm, мора бити неожењен и католичке вере. Такође мора да поседује диплому средње школе или више образовање. Они потписују уговор на две године уз могућност да га обнове, али се то догађа ретко, па после две године 70% њих напушта службу. Полажу заклетву 6. маја као подсећање на дан опсаде Рима 1527. године када је погинуло 147 гардиста. Обавезују се да ће верно и с поштовањем чувати папу и његове наследнике. 2009. године швајцарски командант Данијел Анриг, наговестио је да би гарда могла да регрутује и жене једнога дана.
Њихова пругаста униформа плаво-жуто-црвене боје састоји се из 154 дела и ручно се шије. Погрешно се верује да ју је осмислио Микеланђело, ту униформу осмислио је Жил Репон. Обични војници на шлему носе перје црвене боје, црно је на шлемовима добошара, бела означава подофицире, а љубичаста официре. Шлем који носе се зове морион. Перје се набавља у Јужној Африци, а обнавља се сваке три године, а боји га и обликује мајстор из Фиренце.

## Швајцарска гарда и њена историја
Швајцарска плаћеничка гарда борила се у разним европским армијама од 15. до 19. века. Због традиционалног савеза који је постојао између Француске и Швајцарске (од 1516. године до данас), швајцарска војска имала је важну улогу у војној историји Француске. Франсоа I је имао 120.000 таквих трупа под његовом командом у ратовима које је водио. У бици код Павије (1525) његова гарда 100 Швајцараца погинула је у његовој одбрани пре него што су самог Франсоа заробили Шпанци.
Једна од главних епизода у историји Швајцарске гарде била је одбрана (10. августа 1792) код палате Тиљерије у Паризу током Француске револуције. Гарда од 500 људи борила се до последњег човека против побуњенога народа. Овај херојски чин обележен је импресивним спомеником званим Луцернски лав (Le Lion de Lucerne) којег је дизајнирао Бертел Торвалдсон у граду Луцерн, у Швајцарској. Под француским револуционарима ова гарда је укинута али је Наполеон у својим редовима још увек имао неколико пукова који су практично уништени у походу на Русију 1812.
У Јулској револуцији 1830. године Швајцарска гарда је масакрирана после чега је трајно и укинута. Швајцарски устав из 1874. године забрањује унајмљивање гарде од стране других сила. Добровољна партиципација у страним војскама је настављена до 1927. године.